# Лужма (река, впадает в Сегозеро)
Лу́жма (Селецкая) — река в Медвежьегорском районе Республики Карелия.
Высота устья — 120 м над уровнем моря. Высота истока — 135,2 м над уровнем моря.

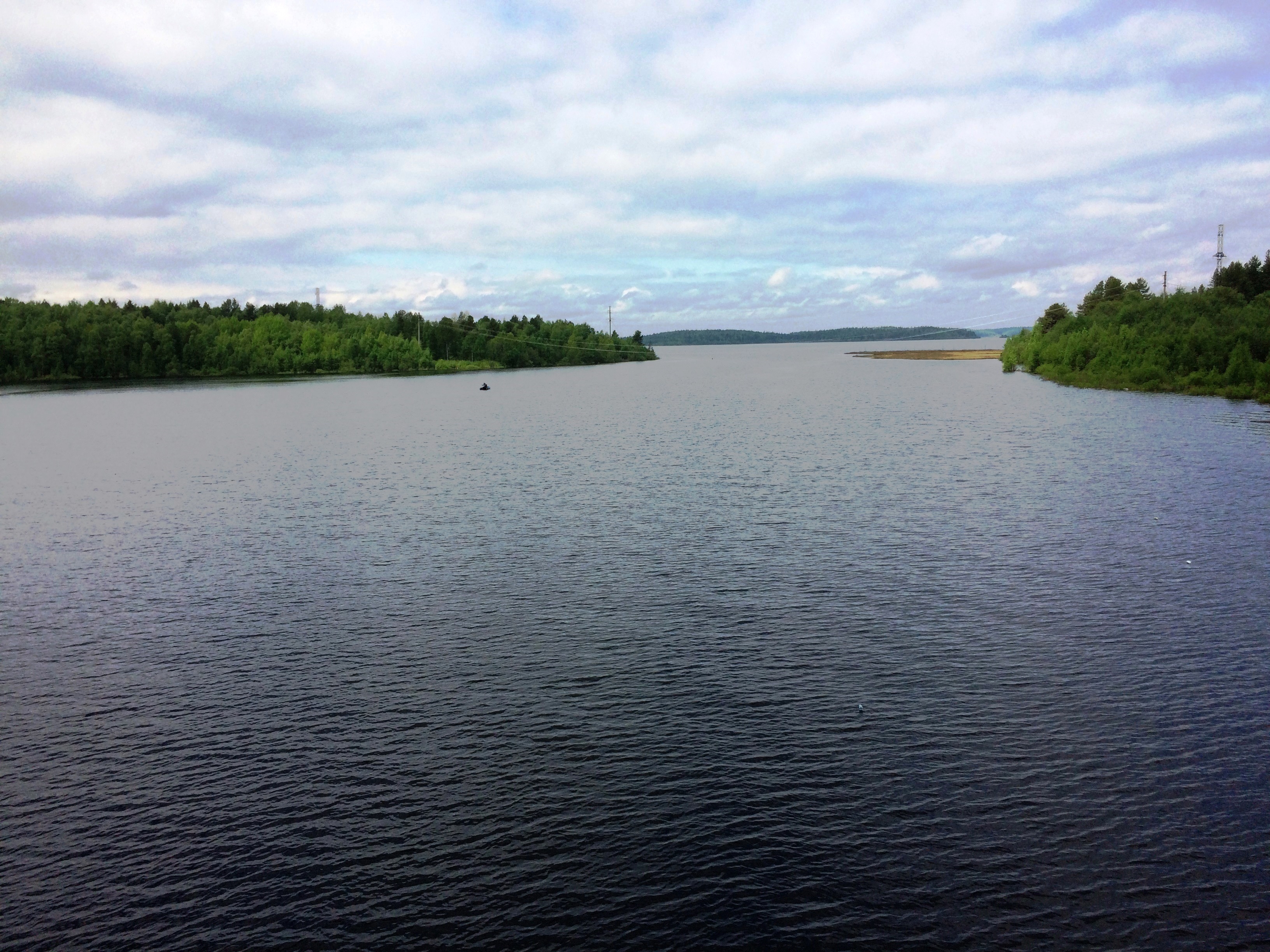
Р. Лужма и Панозеро (на дальнем плане)

Вытекает из восточной части озера Селецкого, течёт на северо-восток, протекает Панозеро и впадает в Сегозеро у села Терманы. Перед Панозером от Лужмы отделяется левый рукав Пудашиеги. Длина реки составляет 20 км, площадь водосборного бассейна 3700 км². Лужма соединена протокой с озером Шапшенга (Мердаламби).

## Данные водного реестра
По данным государственного водного реестра России относится к Баренцево-Беломорскому бассейновому округу, водохозяйственный участок реки — Сегежа до Сегозерского гидроузла, включая озеро Сег-озеро. Речной бассейн реки — бассейны рек Кольского полуострова и Карелии, впадает в Белое море.
Код объекта в государственном водном реестре — 02020001112102000005739.